# ブリ連鎖球菌症
ブリ連鎖球菌症（ブリれんさきゅうきんしょう）とはラクトコッカス・ガルビエ（Lactococcus garvieae）感染を原因とするブリ属魚類の感染症。α溶血性連鎖球菌症とも呼ばれる。外部所見として眼球周囲の出血、鰓蓋内壁の膿瘍形成、病理所見として心外膜炎、化膿性炎、肉芽腫性炎が認められる。外観症状を示さず狂奔遊泳を呈して死亡する脳炎型も存在する。治療にはマクロライド系抗生物質、塩酸リンコマイシンの経口投与が有効である。日本では単味ワクチン、二種混合ワクチン及び三種混合ワクチンが市販されている。